# Галиндес (династия)
Дина́стия Гали́ндес (исп. dinastía Galíndez) — знатная семья, вероятно, арагонского происхождения, представители которой правили в графствах Арагон (809—820 и 844—943), Уржель (820—834/835), Сердань (820—834/838), Пальярс и Рибагорса (833—844).

## Династия
Династия получила название по имени своего родоначальника Галиндо, известного только по упоминанию в «Кодексе Роды» — основном источнике, описывающем родственные связи членов династии.
Его сын Аснар I Галиндес, граф на службе у императоров Франкского государства, в 809 году получил графство Арагон. Однако в 820 году он был изгнан из графства своим зятем Гарсией I Злым, представителем семьи Веласкотенес, который захватил графство с помощью короля Памплоны Иньиго Аристы. В качестве компенсации за потерянное владение император Запада Людовик I Благочестивый предоставил Аснару I графства Уржель и Сердань. Между 824 и 833 годом Аснар Галиндес передал власть над этими графствами своему сыну Галиндо I Аснаресу.
В противоположность своему отцу, верному вассалу императора, граф Галиндо I сразу же вступил в конфликт с правителями соседних владений, в том числе в 833 году захватил графства Пальярс и Рибагорса, и заключил союз с мусульманами из Бану Каси. Эти действия вызвали неудовольствие Людовика Благочестивого, который в 834 году объявил о лишении графа Галиндо Аснареса всех его владений. Воспользовавшись смутами во Франкском государстве, граф Галиндо смог долгое время оказывать сопротивление нападениям вассалов императора. Однако в 844 году он потерял последнее из своих владений в Испанской марке и был вынужден бежать за пределы империи. В этом же году Галиндо I стал в графстве Арагон преемником бездетного графа Галиндо Гарсеса, но при этом он должен был признать над собой верховную власть короля Памплоны Иньиго Аристы. Это положило начало постепенному процессу усиления зависимости Арагона от Наварры.
Несмотря на это, Галиндо I Аснарес сумел сохранить графство в своей семье и передать его по наследству: правителями Арагона был сначала его сын Аснар II Галиндес, затем внук Галиндо II Аснарес. Всё правление последнего прошло в войнах с соседями. Потерпев поражение в 911 году в битве при Руэсте от короля Наварры Санчо I Гарсеса, граф Галиндо II был вынужден признать себя его вассалом, что окончательно ввело Арагон в сферу интересов Наварры.
Галиндо II Аснарес скончался в 922 году, не оставив законных наследников мужского пола. За власть над графством развернулась борьба между претендентами, победу в которой одержал король Санчо I Гарсес. По соглашению 924 года графиней Арагона была провозглашена Андрегота Галиндес, дочь Галиндо II, позднее вступившая в брак с королём Наварры Гарсией I Санчесом. В 943 году по инициативе короля брак был расторгнут, а графство Арагон было присоединено к Наварре. Несколько внебрачных детей графа Галиндо II Аснареса оставили мужское потомство: в том числе, его возможный сын Фортун Галиндес стал родоначальником нескольких знатных семейств средневековой Наварры.

## Краткое родословие династии Галиндес
I. Галиндо
II. Аснар I Галиндес (умер в 839) — граф Арагона (809—820), Урхеля и Сердани (820—между 824 и 833)
III. Сентюль Аснарес (убит в 816)
III. Галиндо I Аснарес (умер в 867) — граф Урхеля (между 824 и 833—834/835), Сердани (между 824 и 833—834/838), Палларса и Рибагорсы (833—844) и Арагона (844—867)
IV. Аснар II Галиндес (умер в 893) — граф Арагона (867—893). Брак: Онека, дочь короля Наварры Гарсии I Иньигеса
V. Галиндо II Аснарес (умер в 922) — граф Арагона (893—922). Браки: 1. Асибелла, дочь герцога Гаскони Гарсии II Санша; 2. Санча, дочь короля Наварры Гарсии II Хименеса
VI. Тода Галиндес — жена (ранее сентября 916) графа Рибагорсы Берната I
VI. Редемптус — епископ
VI. Андрегота Галиндес (умерла в 972) — графиня Арагона (922—943); жена (925/933—943) короля Наварры Гарсии I Санчеса
VI. Гунтисло Галиндес — упоминается в 923—933 годах с титулом «граф Арагона». Брак: Ория, дочь Квинтило
VII. Химено Салиндес де Верал — упоминается в 948 году с титулом «судья Арагона»
VI. Санчо Галиндес — упоминается в 941 году с титулом «граф Арагона»
VI. Бансио Галиндес
VII. Галиндо Бансонес (умер после 958) — епископ
VI. Фортун Галиндес (умер после 30 ноября 972) — сеньор Нахеры, упоминается с титулами «граф» и «герцог». Родоначальник династии сеньоров Камерос
V. Санча Аснарес — жена вали Уэски Мухаммада аль-Тавиля
V. Уррака Аснарес (умерла до 900) — жена короля Наварры Санчо I Гарсеса
III. Матрона Аснарес — жена (до 816/820) графа Арагона Гарсии I Злого